# Halmaherabulbyl
Halmaherabulbyl (Hypsipetes chloris) är en fågel i familjen bulbyler inom ordningen tättingar.

## Utbredning och systematik
Fågeln förekommer i norra Moluckerna (Morotai, Halmahera, Bacan och Kasiruta). Den kategoriserades tidigare som underart till Hypsipetes longirostris) men urskiljs numera allmänt som egen art.

## Status
Den placeras i hotkategorin livskraftig.